# (4834) Thoas
(4834) Thoas ist ein Asteroid aus der Gruppe der Jupiter-Trojaner. Damit werden Asteroiden bezeichnet, die auf den Lagrange-Punkten auf der Bahn des Jupiter um die Sonne laufen. (4834) Thoas wurde am 11. Januar 1989 von der US-amerikanischen Astronomin Carolyn Shoemaker entdeckt. Er ist dem Lagrangepunkt L4 zugeordnet.
Der Asteroid ist nach dem mythologischen König Thoas, dem Sohn des Andraimon, benannt, der im Trojanischen Krieg die Aitoler anführte.